# نادي معيذر
نادي معيذر الرياضي هو نادي رياضي قطري، يقع في معيذر، تم تأسيس النادي عام 1996 بإسم "نادي الشباب الرياضي" وفي عام 2004 تم تغيير اسمه إلى معيذر.

## شعار الفريق

شعار الفريق السابق
الشعار الحالي منذ 2023

## تشكيلة الفريق
ملاحظة: تشير الأعلام إلى المنتخب الوطني على النحو المحدد في قواعد الأهلية للفيفا. قد يحمل اللاعبون أكثر من جنسية واحدة غير تابعة للفيفا.
| الرقم | البلد           | المركز | اللاعب             |
| ----- | --------------- | ------ | ------------------ |
| 1     | قطر             | حارس   | ماجد عبد اللطيف    |
| 2     | قطر             | مدافع  | منقذ عدي           |
| 3     | الجزائر         | مدافع  | فؤاد حنفوق         |
| 4     | إنجلترا         | مدافع  | نايل ماسون         |
| 5     | قطر             | مدافع  | جون بينسون         |
| 6     | قطر             | مدافع  | محمد ربيع صقر      |
| 7     | قطر             | مهاجم  | عبد الرحيم البلوشي |
| 8     | الجزائر         | وسط    | نسيم بن عيسى       |
| 9     | جمهورية الكونغو | مهاجم  | غي مبينزا          |
| 10    | قطر             | وسط    | معاذ السالمي       |
| 11    | قطر             | وسط    | يوسف اليهري        |
| 12    | قطر             | وسط    | عبد العزيز عادل    |
| 14    | ساحل العاج      | مهاجم  | أنيست أورا         |

| الرقم | البلد     | المركز | اللاعب                     |
| ----- | --------- | ------ | -------------------------- |
| 15    | قطر       | مدافع  | سعد حسين                   |
| 16    | قطر       | وسط    | أمجد مرشد                  |
| 17    | قطر       | وسط    | عبد الرحمن الصلاحي         |
| 19    | قطر       | مدافع  | زياد طارق                  |
| 20    | قطر       | وسط    | طلال منير (معار من الشمال) |
| 21    | قطر       | مهاجم  | ناصر العنزي                |
| 22    | قطر       | وسط    | محمد البدر                 |
| 32    | الأرجنتين | وسط    | ماريانو فاسكيز             |
| 33    | صربيا     | مدافع  | ميلان أوبرادوفيتش          |
| 37    | قطر       | وسط    | عبد الغني منير             |
| 44    | قطر       | حارس   | عبد الرحمن العلي           |
| 95    | قطر       | حارس   | محمد الجندي                |

### المعارون
ملاحظة: تشير الأعلام إلى المنتخب الوطني على النحو المحدد في قواعد الأهلية للفيفا. قد يحمل اللاعبون أكثر من جنسية واحدة غير تابعة للفيفا.
| الرقم | البلد | المركز | اللاعب                             |
| ----- | ----- | ------ | ---------------------------------- |
| --    | قطر   | مدافع  | عبد العزيز الحصية (معار إلى الخور) |